# John Gelder Horler Halstead
John Gelder Horler Halstead, seit 1996: CC, (* 27. Januar 1922 in Vancouver; † 1998) war ein kanadischer Diplomat.

## Leben
Die Eltern von John Gelder Horler Halstead waren Joan Minnie Williams Horler und Frank Henry Halstead. Er schloss 1943 ein Studium der modernen Sprachen an der University of British Columbia als Bachelor ab. Er wurde zur Royal Canadian Navy Volunteer Reserve. Er war als Leutnant der Naval Intelligence in Kanada, England und Deutschland stationiert. 1946 wurde er vom kanadischen Außenministerium in den auswärtigen Dienst übernommen. Von 1947 bis 1950 studierte er Wirtschaftsgeschichte an der London School of Economics and Political Science und schloss dieses Studium mit einem Bachelor of Science ab. 1953 heiratete er Jean McAllister. Ihre Kinder waren Ian und Christopher. Von 1952 bis 1955 war Halstead im Außenministerium in Ottawa in der Abteilung NATO. John Gelder Horler Halstead war von 1948 bis 1950 in London akkreditiert. Von 1961 bis 1966 war er in Paris stellvertretender Leiter der Mission. Er war in Tokio und den Vertretungen der kanadischen Regierung bei den Vereinten Nationen in New York City und Paris akkreditiert. John Gelder Horler Halstead leitete ab 1966 die Abteilung Europa im kanadischen Außenministerium.
1982 wurde Halstead in den Ruhestand versetzt. John Gelder Horler Halstead war Doktor ehrenhalber der Universität Augsburg.
| Vorgänger                      | Amt                                                                                              | Nachfolger             |
| ------------------------------ | ------------------------------------------------------------------------------------------------ | ---------------------- |
| Gordon Gale Crean              | kanadischer Botschafter in Bonn 31. Oktober 1975 bis 29. September 1980                          | Klaus Goldschlag       |
| Joseph Evremond Ghislain Hardy | Vertreter der kanadischen Regierung bei der NATO in Brüssel 10. Juli 1980 bis 22. September 1982 | James Hutchings Taylor |